# Beigondo
Beigondo (llamada oficialmente San Cosme de Beigondo) es una parroquia española del municipio de Santiso, en la provincia de La Coruña, Galicia.

## Entidades de población
Entidades de población que forman parte de la parroquia:
- Picouto (O Picouto)
- Quintela (As Quintelas)
- Souto (O Souto)
- Vilanova

## Despoblado
- Outeiro (O Outeiro)

## Demografía
| Gráfica de evolución demográfica de Beigondo entre 2000 y 2019 |
|                                                                |
| Datos según el nomenclátor publicado por el INE.               |